# سن‌دیسک
سن‌دیسک کورپوریشن  یک ابرشرکت چندملیتی آمریکایی است که در بخش سخت‌افزار رایانه و به‌ویژه حافظه‌ها فعالیت می‌کند. این کورپوریشن در دره سیلیکون قرار دارد و در سال ۱۹۸۸ میلادی به وجود آمده است.
این تولیدکنندهٔ کارت‌های حافظه تا سال ۲۰۱۵ میلادی، طی ۱۰ سال موفق به فروش بیش از ۲ میلیارد کارت حافظه مایکرو اس‌دی (microSD) شده‌است.
در ۱۲ ماه مه ۲۰۱۶ سن‌دیسک، توسط شرکت وسترن دیجیتال به قیمت ۱۹ میلیارد دلار خریداری شد.